# L'Âge de cristal (comics)
Pour les articles homonymes, voir L'Âge de cristal (homonymie).
 (octobre 2013).
Si vous disposez d'ouvrages ou d'articles de référence ou si vous connaissez des sites web de qualité traitant du thème abordé ici, merci de compléter l'article en donnant les références utiles à sa vérifiabilité et en les liant à la section « Notes et références ».
Plusieurs séries de comics basées sur l'univers de L’Âge de cristal ont été publiées par différents éditeurs.

## Marvel Comics

### Logan’s Runde Marvel
Logan’s Run est une série de comics de Marvel adaptant et basé sur film de 1976 en sept volumes.
Ce comics sera publié en France dans la revue petit format Eclipso n°64, 75 et 76 des éditions Arédit/Artima en 1978.
Marvel publie un épisode en 1981 dans Bizarre Aventure n°28. (une histoire qui rappelle l'univers de L'Âge de cristal, mais sans Logan, et avec des huntsmen à la place des sandmen !)

## Brown Watson

### Logan’s Run
Cet éditeur fait paraitre un seul numéro nommé 'annuel' en septembre 1978 : Logan's Run Annual qui est une séquelle de la série TV. Le volume Logan's Run Annual contient trois BD avec les personnages de la série.

## Malibu / Adventure Comics

### Logan’s Runde Malibu
Cette version de Logan’s Run est une adaptation du premier roman, publié par Malibu sous l'indice de publication Adventure Comics. La série est constituée de 6 épisodes parus entre juin 1990 et avril 1991.

### Logan’s World
En 1991, après le succès de la première adaptation, Adventure Comics fait l'adaptation du deuxième roman.

## Bluewater / Storm Entertainment
Bluewater a changé de nom et est devenu Storm Entertainment depuis 2015.

### Logan's Run Last Day
Bluewater publie Logan's Run Last Day de janvier 2010 à mars 2011 une série en 6 épisodes plus un numéro 0.
il s'agit d'une adaptation libre du premier roman.

### Logan's Run, suites
Une deuxième série limitée en 6 épisodes suivra sous le nom Logan's Run Aftermath (adaptation libre du deuxième roman)
Logan's Run: Rebirth : 4 épisodes entre février 2012 et novembre 2013 (un spin off)
La dernière mini-série parue, en deux épisodes, est Logan's Run Black Flower. L'histoire fait suite aux romans. Elle a été publiée au USA en février et mai 2017.